# Karl Schib
Karl Schib (* 5. September 1898 in Möhlin; † 22. September 1984 in Schaffhausen), heimatberechtigt in Möhlin, war ein Schweizer Historiker, Pädagoge sowie Politiker (FDP).

## Biografie

### Familie und Beruf
Karl Schib war Sohn des Landwirts Fridolin Schib sowie der Ida geborene Schneider, älterer Bruder des KVP-Politikers Paul Schib. Der Absolvent des Lehrerseminars Wettingen wandte sich in der Folge dem Studium der Geschichtswissenschaften an den Universitäten Basel sowie Paris zu. Dieses schloss er 1927 mit dem Erwerb des akademischen Grades eines Dr. rer. pol. ab. 
Karl Schib war ab 1924 als Bezirkslehrer in Kaiserstuhl eingesetzt, 1930 wechselte er als Geschichtslehrer an die Kantonsschule Schaffhausen, eine Stelle, die er bis zu seiner Verabschiedung in den Ruhestand 1963 ausfüllte.
Karl Schib war Herausgeber des Historischen Atlas der Schweiz, Mitglied im «Historischen Verein des Kantons Aargau» sowie im «Historischen Verein des Kantons Schaffhausen». Er trat insbesondere durch Beiträge zur Schweizer Geschichte, Geschichte des Mittelalters sowie zur Politik hervor. 1973 erhielt Karl Schib die Ehrendoktorwürde der Universität Bern, im Folgejahr wurde er zum Ehrenbürger von Schaffhausen ernannt.
Er heiratete 1924 Oliva, die Tochter des Jakob Moser. Karl Schib verstarb 1984 kurz nach Vollendung seines 86. Lebensjahres in Schaffhausen.

### Politische Funktionen
Als Mitglied der Freisinnig-Demokratischen Partei der Schweiz (FDP) wurde Karl Schib 1940 in den Schaffhauser Kantonsrat gewählt, dem er bis 1943 angehörte. Im Anschluss wurde Schib zum FDP-Parteipräsidenten des Kantons Schaffhausen bestellt. In dieser Zeit versuchte er die aufgetretenen, starken Richtungskämpfe zu beruhigen. 1949 legte er das Amt nieder.

### Auszeichnungen
- Georg Fischer-Kulturpreis der Stadt Schaffhausen (1973)
- Dr. h. c. der Universität Bern (1973)
- Ehrenbürger der Stadt Schaffhausen (1974)

## Schriften (Auswahl)
- Das Buch der Stifter des Klosters Allerheiligen. Sauerländer, Aarau 1934.
- Geschichte des Klosters Paradies. Georg-Fischer-Aktiengesellschaft, Schaffhausen 1951.
- Geschichte der Stadt Laufenburg. Sauerländer, Aarau 1951.
- Mit Rudolf Gnade: Johann Conrad Fischer : 1773–1854. Georg-Fischer-Aktiengesellschaft, Schaffhausen 1954.
- Geschichte des Dorfes Möhlin. Augustin, Thayngen/Schaffhausen 1959.
- Geschichte der Stadt Rheinfelden. Rheinfelden 1961.
- Die Ortsgruppe Schaffhausen der Neuen Helvetischen Gesellschaft in ihren Anfängen. Augustin, Thayngen/Schaffhausen 1964.
- Johannes von Müller 1752–1809. Augustin, Thayngen/Schaffhausen 1967.
- Geschichte der Stadt und Landschaft Schaffhausen. Meili, Schaffhausen 1972.